# Zapiaseczne
Zapiaseczne (biał. Запясочча, Zapiasoczcza; ros. Запесочье, Zapiesoczje) – wieś na Białorusi, w obwodzie homelskim, w rejonie żytkowickim, w sielsowiecie Wiereśnica, w pobliżu Turowa i przy drodze republikańskiej R88.

## Warunki naturalne
Zapiaseczne położone jest nad doliną Prypeci, przy jednym z jej starorzeczy. Graniczy z Rezerwatem Krajobrazowym Środkowa Prypeć.

## Historia
Dawniej część Turowa, którego stanowiło przedmieście jeszcze w okresie międzywojennym. W XIX i w początkach XX w. położone było w Rosji, w guberni mińskiej, w powiecie mozyrskim.
W latach 1919–1920 znajdowało się pod Zarządem Cywilnym Ziem Wschodnich, w okręgu brzeskim, w powiecie mozyrskim. W wyniku traktatu ryskiego miejscowość weszła w skład Związku Sowieckiego. Od 1991 w niepodległej Białorusi.